# Theresa Zabell
Theresa Zabell Lucas (Ipswich, 22 mei 1965) is een voormalig Spaans zeilster.
Zabell won tijdens de Olympische Zomerspelen 1992 samen met Patricia Guerra de gouden medaille in de 470. In het zelfde jaar werden Guerra en Zabell wereldkampioen.
In 1995 en 1996 werd Zabell samen met haar nieuwe partner Begoña Vía Dufresne wereldkampioen. In 1996 werden Zabell en Via Dufresne olympisch kampioen.

## Resultaten

### Wereldkampioenschappen
| Jaar | Plaats       | Resultaten |
| ---- | ------------ | ---------- |
| 1992 | Cádiz        | 470        |
| 1993 | Crozon       | 470        |
| 1995 | Toronto      | 470        |
| 1996 | Porto Alegre | 470        |

### Olympische Zomerspelen
| Jaar | Plaats    | Resultaten |
| ---- | --------- | ---------- |
| 1992 | Barcelona | 470        |
| 1996 | Savannah  | 470        |

1988: Lynne Jewell / Allison Jolly ·
1992: Patricia Guerra / Theresa Zabell ·
1996: Begoña Vía Dufresne / Theresa Zabell ·
2000: Jenny Armstrong / Belinda Stowell ·
2004: Sofia Bekatorou / Aimilia Tsoulfa ·
2008: Elise Rechichi / Tessa Parkinson ·
2012: Jo Aleh / Polly Powrie ·
2016: Saskia Clark / Hannah Mills ·
2020: Hannah Mills / Eilidh McIntyre
- International Standard Name Identifier: 0000 0000 3385 6666
- Library of Congress Control Number: n98049823
- Virtual International Authority File: 55927256
- WorldCat: E39PBJcwC6WvRm3P94TdKfqxXd